# Ernst Engel

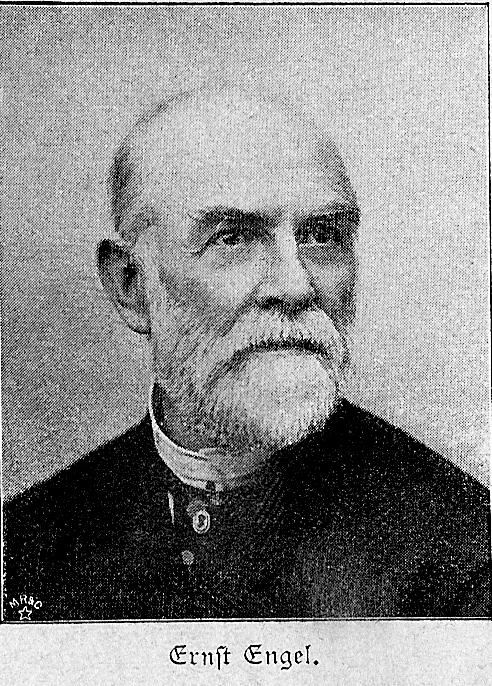
Ernst Engel

Ernst Engel (26 de marzo de 1821-8 de diciembre de 1896) fue un economista experto en estadística. Nació en Dresde, Alemania y estudió ingeniería de minas en Freiberg (Sajonia). Fue uno de los organizadores de las primeras ferias industriales de Alemania. Fundó en su ciudad natal la primera empresa dedicada a cubrir impagos de hipotecas a través de pólizas de seguros.

Es conocido por la ley y la curva que llevan su nombre, ley de Engel y curva de Engel.

## Algunas obras
- Die Productions- und Consumtionsverhältnisse des Königreichs Sachsens. In: Zeitschrift des statistischen Bureaus des Königlich Sächsischen Ministerium des Inneren. N.º 8 & 9. 1857. (en línea Gallica)
- Die Methoden der Volkszählung. 1861.
- Die Industrielle Enquete und die Gewerbezählung im Deutschen Reiche und im Preußischen Staate am Ende des Jahres 1875. Simion, Berlín 1878 (en línea Univers. Colonia)
- Die deutsche Industrie 1875 und 1861. Statistische Darstellung der Verbreitung ihrer Zweige über die einzelne Staaten des Deutschen Reichs, mit Hervorhebung Preussens. Königl. Stat. Bureau, Berlín 1880. (en línea Univers. Colonia)
- Das Zeitalter des Dampfes in technisch-statistischer Beleuchtung. 2. Auflage. Königl. Stat. Bureau, Berlín 1881. (en línea Univers. Colonia)
- La consommation comme mesure du bien-être des individus, des familles et des nations. In: Bulletin de l’Institut International de Statistique 2.1., 1887, pp. 50–75 (en línea Gallica)
- Die Lebenskosten belgischer Arbeiter-Familien früher und jetzt. Ermittelt aus Familien-Haushaltrechnungen und vergleichend zusammengestellt. In: Bulletin de l’Institut International de Statistique. 9.1., 1895, pp. 1–124. (en línea Gallica)

## Literatura
- Emil Blenck: Ernst Engel. In: Bulletin de l’Institut International de Statistique. 10.2., 1897, S. 135–150. (Digitalisat bei Gallica)